# 弦弦全全
弦弦全全 （弦弦全全 真的周華健‧完滿篇）是香港歌手周华健于1995年12月发行的粤语唱片，由滚石唱片公司发行，唱片编号：ROD5080。
作为周华健进军广东话专辑“真的周華健·弦之系列三部曲”的最后一张，该专辑沿袭了上两张专辑的整体风格与品质，制作十分精良。专辑中的第一主打歌《誰叫我》更是大熱歌曲(香港四大傳媒機構的三台冠軍歌)，其他虽然没有特别广为传唱的歌曲，但细细品味则发现几乎每一首歌曲都很动听。

## 專輯曲目
| 曲序 | 曲目      |        | 作曲   | 编曲          |
| ---- | --------- | ------ | ------ | ------------- |
| 1.   | 安心      | 陳少琪 | 賴雨辰 | 蔡朝華        |
| 2.   | 睛空      | 陳少琪 | 包小松 | 洪敬堯        |
| 3.   | 誰叫我    | 林夕   | 周華健 | 鮑比達        |
| 4.   | 是你叫我  | 林夕   | 包小柏 | 鮑比達        |
| 5.   | 好想好想  | 因葵   | 聶周燕 | 花比傲/戴維雄 |
| 6.   | 平安夜    | 陳少琪 | 蔡朝華 | 蔡朝華        |
| 7.   | 雪中火    | 潘源良 | 賴雨辰 | 賴雨農        |
| 8.   | 一個‧兩個 | 林夕   | 周華健 | 洪敬堯        |
| 9.   | 欲罷不能  | 林夕   | 周華健 | 洪敬堯        |
| 10.  | 完完全全  | 林夕   | 周華健 | 周華健        |